# Villarrubio (kommunhuvudort)
Villarrubio är en kommunhuvudort i Spanien.   Den ligger i provinsen Provincia de Cuenca och regionen Kastilien-La Mancha, i den centrala delen av landet, 90 km sydost om huvudstaden Madrid. Villarrubio ligger 829 meter över havet och antalet invånare är 254.
Terrängen runt Villarrubio är platt, och sluttar västerut. Runt Villarrubio är det mycket glesbefolkat, med 5 invånare per kvadratkilometer. Närmaste större samhälle är Tarancón, 11,9 km nordväst om Villarrubio. Trakten runt Villarrubio består till största delen av jordbruksmark.